# Cúp bóng đá châu Đại Dương 2020
Cúp bóng đá châu Đại Dương 2020 là Cúp bóng đá châu Đại Dương lần thứ 11 được tổ chức Liên đoàn bóng đá châu Đại Dương (OFC), giải vô địch bóng đá nam quốc tế bốn năm một lần được tổ chức bởi Liên đoàn bóng đá châu Đại Dương (OFC) từ ngày 6 đến ngày 20 tháng 6 năm 2020.
Giải đấu ban đầu được tổ chức tại New Zealand, đấu thầu đã được OFC chọn vào ngày 10 tháng 1 năm 2020. Tổng cộng có tám đội sẽ thi đấu trong giải đấu cuối cùng. New Zealand là đương kim vô địch.
Vào ngày 21 tháng 4 năm 2020, OFC thông báo rằng do đại dịch COVID-19 và khó khăn trong việc dời lịch sang một ngày khác trong Lịch thi đấu Trận đấu Quốc tế FIFA, giải đấu sẽ bị hủy bỏ.

## Vòng loại
Tất cả 11 đội tuyển quốc gia của FIFA thuộc OFC đều có quyền tham gia.
Vòng loại ban đầu dự kiến sẽ được chơi bởi 4 đội trong khoảng thời gian từ ngày 21 đến ngày 27 tháng 3 năm 2020 tại CIFA Academy Field ở Rarotonga, Quần đảo Cook, nơi những đội tuyển chiến thắng sẽ tự động vào 7 đội trong giải đấu cuối cùng. Tuy nhiên, OFC đã thông báo vào ngày 9 tháng 3 năm 2020 rằng tất cả các giải đấu OFC đã bị hoãn lại cho đến ngày 6 tháng 5 năm 2020 để đối phó với đại dịch COVID-19, trước khi giải đấu bị hủy bỏ.
- Samoa thuộc Mỹ
- Quần đảo Cook
- Fiji
- Nouvelle-Calédonie
- New Zealand
- Papua New Guinea
- Samoa
- Quần đảo Solomon
- Tahiti
- Tonga
- Vanuatu

## Địa điểm
Giải đấu dự kiến sẽ được tổ chức tại Auckland, với Sân vận động North Harbour và The Trusts Arena là những địa điểm có khả năng tổ chức.
| Auckland |                            |                  |
| Auckland | Auckland                   | Auckland         |
| -------- | -------------------------- | ---------------- |
| Auckland | Sân vận động North Harbour | The Trusts Arena |
| Auckland | Sức chứa: 25.000           | Sức chứa: 4.901  |
| Auckland |                            |                  |